# Hans Merkle
Hans Merkle (ur. 1 czerwca 1918 w Karlsruhe, zm. 10 maja 1993 w Großburgwedel) – niemiecki trener piłkarski.

## Kariera
Merkle karierę rozpoczął w 1958 roku jako trener zespołu SSV Reutlingen 05, grającego w Oberlidze. Prowadził go do 1961 roku, a następnie w latach 1963–1964 trenował Kickers Offenbach z Regionalligi. W 1964 roku objął stanowisko szkoleniowca szwajcarskiego klubu BSC Young Boys. W sezonie 1964/1965 wywalczył z nim wicemistrzostwo Szwajcarii. Young Boys prowadził do 1968 roku.
W tym samym roku Merkle został trenerem niemieckiego 1. FC Köln, występującego w rozgrywkach Bundesligi. Zadebiutował w niej 17 sierpnia 1968 w wygranym 2:1 meczu z Kickers Offenbach. W sezonie 1969/1970 doprowadził klub do finału Pucharu Niemiec, w którym został jednak pokonany przez Kickers Offenbach. Trenerem 1. FC Köln Merkle był przez dwa sezony. Potem nie prowadził już żadnego klubu.